# Firkantens Boldklub
Firkantens Boldklub er en dansk fodboldklub hjemmehørende i København, som blev stiftet i 1977. Klubhuset befinder sig på Blågårds Plads på Nørrebro, mens klubbens hjemmebanekampe og træning afvikles på Ryparkens Idrætsanlæg på Ydre Østerbro. Klubbens bedste hold spillede i 2012-13-sæsonen i Serie 1 (KBU) under lokalunionen Københavns Boldspil-Union, som den er medlem af.
Klubbens primære opgave er at tilbyde ungdommen på Nørrebro muligheder for at dyrke fodbold. Tidligere har foreningen også haft andre idrætsgrene såsom badminton, volleyball og basketball på programmet. Indtil 1995 afholdte foreningen hvert år endvidere en sommerlejr, hvor man fokuserede på at forene sport, spil og fritid for de deltagende unge og voksne.

## Ekstern henvisning
- Firkantens BKs officielle hjemmeside Arkiveret 5. august 2013 hos  Wayback Machine